# Маданг (провинция)
Маданг (англ. Madang Province) — провинция Папуа — Новой Гвинеи. На территории провинции находится побережье, именуемое в русскоязычной литературе Берег Маклая.

## География
Маданг представляет собой огромный регион, который простирается с запада на восток почти на 300 км, а с севера на юг — на 160 км. Большая часть провинции расположилась в северо-восточной части острова Новая Гвинея. В неё также входят многочисленные прибрежные острова, крупнейшие из которых — Каркар, Лонг-Айленд, Манам и Багабаг. Общая площадь провинции — 28 970 км². Численность населения Маданга — 493 906 человек (2011 год).
Ландшафт провинции представлен преимущественно гористой местностью. К югу расположены горы Бисмарка, высота которых превышает 4000 м (крупнейший пик — гора Вильгельм, высота которой составляет 4509 м). Кроме того, на юге находится равнина Раму, отделяющие эти горы от хребта Финистерре, расположившегося на юго-востоке провинции. Местные горы покрыты густыми тропическими лесами, в то время как прибрежные равнины, омываемые Новогвинейским морем, представляют собой безлесную местность, на которой растут преимущественно кокосовые пальмы. По территории Маданга протекает несколько крупных рек, в том числе, Раму, Согерам, Гогол и Малас.
Прибрежные острова, входящие в состав провинции, имеют, как правило, вулканическое происхождение. На них до сих пор регистрируется вулканическая активность, сопровождающаяся вулканическими извержениями. Об извержениях многих вулканов мало данных, сведения о них получают анализом окружающих их пород; именно так стало известно, что сравнительно недавно извергался вулкан Бойса на острове Арис.

## История
Первые люди, предположительно, появились на острове Новая Гвинея около 50 тысяч лет назад. В результате же археологических раскопок недалеко от поселения Симбаи было найдено древнее поселение людей, которое проживало в этом регионе около 12—15 тысяч лет назад. Около 6 тысяч лет назад в регионе поселились выходцы с острова Тайвань, которые добрались до Новой Гвинеи морским путём. Представители папуасских племён ябоб (Yabob) и билбил (Bilbil) издревле пользовались каноэ и торговали своими гончарными изделиями с острова Каркар с жителями западной части современной провинции Моробе.
Впервые побережье Маданга было подробно исследовано русским этнографом Николаем Николаевичем Миклухо-Маклаем. Это произошло в 1871 году. В 1884 году в регионе появились первые германские торговцы, которые активно торговали с местными жителями или же строили местные плантации, на которых выращивали кофе, табак и хлопок. В конце XIX—начале XX веков в Маданге обосновались миссионеры Рейнского Лютеранского общества.
В 1914 году остров Новая Гвинея перешёл под контроль Австралии, которая с 1921 года управляла им в качестве части подопечной территории по мандату Лиги наций. В годы Второй мировой войны на территории провинции велись крупные сражения австралийских и американских войск с вооружёнными силами Японии, которые, тем не менее, были полностью разгромлены к 1945 году.
С 1975 года территория современной провинции Маданг является частью независимого государства Папуа — Новая Гвинея.

## Экономика
Основу местной экономики составляет сельское хозяйство (прежде всего, производство какао и копры). В то же время развивается промышленный сектор и сектор услуг.